# 塔峪村千佛宝塔
塔峪村千佛宝塔，位于中国河北省保定市塔峪村，为保定市易县的一个省级文物保护单位，类型为古建筑，公布时间为1993年7月15日。
塔峪村千佛宝塔的历史年代为清代。